# Doraemon - Il film: Nobita e la sinfonia della Terra
Doraemon - Il film: Nobita e la sinfonia della Terra (映画ドラえもん のび太の地球交響楽? letteralmente in  giapponese: "Eiga Doraemon: Nobita no chikyū symphony") è un film d'animazione del 2024 scritto da Teruko Utsumi e diretto da Kazuaki Imai.
La pellicola è il quarantatreesimo film tratto dalla serie Doraemon di Fujiko Fujio.

## Trama
Doraemon, Nobita e i suoi amici scoprono che il pianeta rischia la distruzione, e l'unica soluzione per salvarlo è utilizzare il potere della musica.

## Distribuzione
In Giappone, la pellicola è stata distribuita dalla Toho nelle sale cinematografiche a partire dal 1º marzo 2024. In Italia il film è stato distribuito da Plaion on demand il 25 marzo 2025.